# Rotthalmünster
Rotthalmünster est une commune de Bavière (Allemagne), située dans l'arrondissement de Passau, dans le district de Basse-Bavière.